# Santa Ana Ateixtlahuaca
Santa Ana Ateixtlahuaca är en ort i Mexiko.   Den ligger i kommunen Santa Ana Ateixtlahuaca och delstaten Oaxaca, i den sydöstra delen av landet, 270 km sydost om huvudstaden Mexico City. Santa Ana Ateixtlahuaca ligger 1 837 meter över havet och antalet invånare är 380.
Terrängen runt Santa Ana Ateixtlahuaca är kuperad åt sydväst, men åt nordost är den bergig. Terrängen runt Santa Ana Ateixtlahuaca sluttar österut. Runt Santa Ana Ateixtlahuaca är det tätbefolkat, med 369 invånare per kvadratkilometer. Närmaste större samhälle är Huautla de Jiménez, 11,1 km sydost om Santa Ana Ateixtlahuaca. I omgivningarna runt Santa Ana Ateixtlahuaca växer i huvudsak städsegrön lövskog.